# Bill T. Gross
Pour les articles homonymes, voir Gross.
William T. Gross (né en 1958) est un homme d'affaires américain ayant fondé plusieurs entreprises et siégeant sur le conseil d'administration de plusieurs autres.

## Biographie
Gross grandit à Encino (Los Angeles). Il obtient un baccalauréat ès sciences en génie mécanique du California Institute of Technology.
Gross fonde plusieurs entreprises : GNP Loudspeakers (maintenant GNP Audio Video), un fabricant d'équipements audio, Starship Video, une salle de jeux vidéo, GNP Development Inc., rachetée par Lotus Software, Knowledge Adventure, une société de logiciels éducatifs rachetée plus tard par Cendant (en), et, en mars 1996, l'incubateur d'entreprises Idealab (en), dont il est président du conseil d'administration et chef de la direction.
Gross siège aussi au conseil d'administration de nombreuses institutions telles le California Institute of Technology et l'Art Center College of Design[réf. nécessaire].
En 1996, Gross a achète le nom de domaine answer.com, qu'il vend ensuite à NetShepard puis à GuruNet[réf. nécessaire]
En 1998, Gross fonde GoTo.com, Inc., qui produit un moteur de recherche sur Internet s'appuyant sur des résultats de recherche commandités et des publicités au paiement par clic. GoTo.com est ensuite renommé Overture Services Inc., puis est racheté par Yahoo! afin de créer le Yahoo search marketing.
En 2010, Gross fonde TweetUp, un moteur de recherche pour Twitter qui promeut les meilleurs éditeurs sur n'importe quel sujet. TweetUp est par la suite renommé "PostUp" pour refléter son inclusion à Facebook et LinkedIn. Le 24 janvier 2011, PostUp acquiert UberTwitter — après avoir précédemment acheté Echofon (pour iPhone/iOS) et Twidroyd (pour Android OS) — et est rebaptisé UberMedia.

## Énergie solaire
Une entreprise de Gross, Energy Innovations, travaille au développement d'un capteur solaire photovoltaïque destiné aux bâtiments commerciaux à toit plat. En 2006, ils achèvent la plus grande installation solaire d'entreprise au monde au siège de Google,.
En 2010, Gross est le pdg de eSolar (en), une entreprise qui vise à rendre les énergies renouvelables compétitives par rapport aux énergies fossiles en utilisant la technologie CSP. eSolar produit ainsi des unités d'alimentation individuelle de 46 mégawatts (MW) sur 200 acres, qui peuvent être associées pour atteindre jusqu'à 500 MW ou plus.
En 2017 il fonde avec Robert Piconi et Andrea Pedretti Energy Vault, une société de stockage de l'énergie au sein de Idealab.
Gross a également fondé Heliogen, une entreprise d'énergie propre soutenue par Bill Gates. L'entreprise a découvert un moyen d'utiliser l'intelligence artificielle et un champ de miroirs pour refléter et concentrer la lumière du Soleil, amenant cette dernière à produire des chaleurs de l'ordre du millier de degrés Celsius.